# Họ Tôm gai
Họ Tôm gai hay họ Tôm càng (danh pháp khoa học: Palaemonidae) là một họ tôm nước ngọt trong liên họ Palaemonoidea thuộc phân thứ bộ Caridea.

## Đặc điểm
Các loài trong họ này có chung đặc điểm càng dài râu dài khác với các loài thuộc họ Atyidae có càng ngắn. Chúng sống chủ yếu dưới đáy, ít khi lên mặt nước. Thức ăn chủ yếu là mùn bã hữu cơ và động vật thủy sinh nhỏ. Tôm càng sống trong ao, hồ có vỏ màu tối sẫm, còn tôm ở sông thường có vỏ màu sáng.

## Các chi

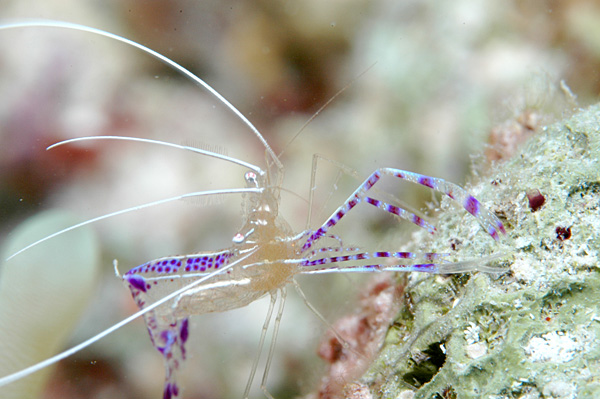

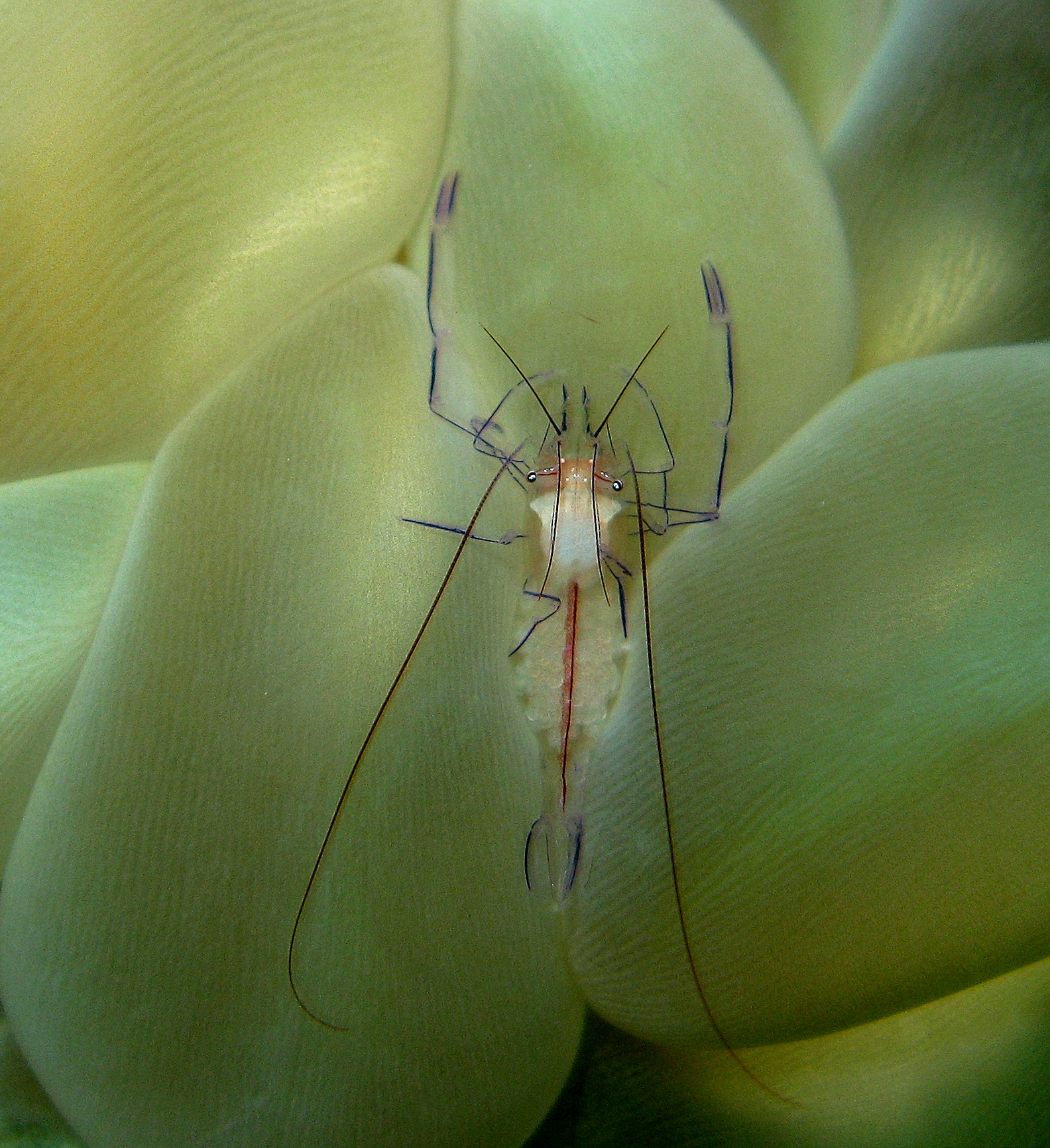
Vir philippinensis

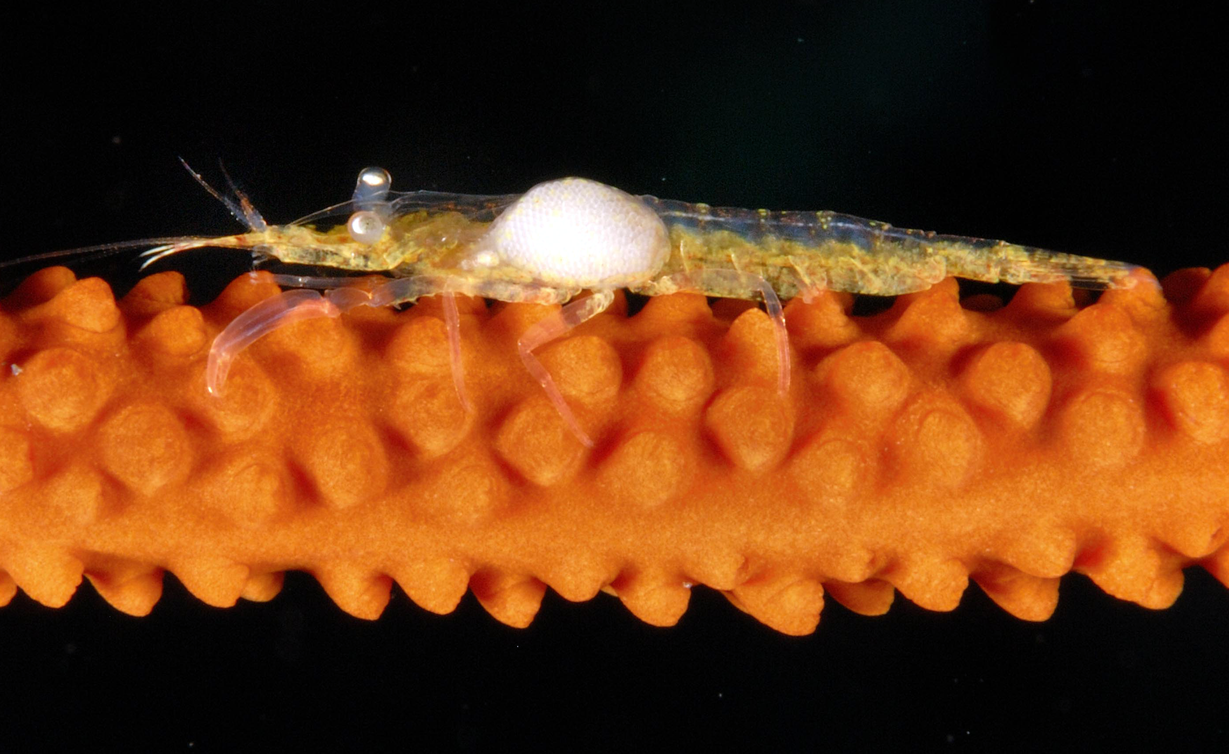
Miopontonia yongei từ Bali với loài Bopyridae chưa xác định.

Các chi dưới đây được ghi nhận thuộc họ Palaemonidae:
- Actinimenes Ďuriš & Horká, 2017
- Alburnia Bravi & Garassino, 1998 †
- Allopontonia Bruce, 1972
- Altopontonia Bruce, 1990
- Amphipontonia Bruce, 1991
- Anapontonia Bruce, 1966
- Anchiopontonia Bruce, 1992
- Anchistioides Paulson, 1875
- Anchistus Borradaile, 1898
- Ancylocaris Schenkel, 1902
- Ancylomenes Okuno & Bruce, 2010
- Anisomenaeus Bruce, 2010
- Apopontonia Bruce, 1976
- Arachnochium Wowor & Ng, 2010
- Araiopontonia Fujino & Miyake, 1970
- Ascidonia Fransen, 2002
- Bahiacaris Schweitzer, Santana, Pinheiro & Feldmann, 2019 †
- Balssia Kemp, 1922
- Bathymenes Kou, Li & Bruce, 2016
- Bavaricaris Winkler, 2021 †
- Bechleja Houša, 1957 †
- Beurlenia Martins-Neto & Mezzalira, 1991 †
- Blepharocaris Mitsuhashi & Chan, 2007
- Brachycarpus Spence Bate, 1888
- Brucecaris Marin & Chan, 2006
- Bruceonia Fransen, 2002
- Cainonia Bruce, 2005
- Calathaemon Bruce & Short, 1993
- Carinopontonia Bruce, 1988
- Chacella Bruce, 1986
- Climeniperaeus Bruce, 1995
- Colemonia Bruce, 2005
- Conchodytes Peters, 1852
- Coralliocaris Stimpson, 1860
- Coutierea Nobili, 1901
- Creaseria Holthuis, 1950
- Crinotonia Marin, 2006
- Cristimenes Ďuriš & Horká, 2017
- Cryphiops Dana, 1852
- Ctenopontonia Bruce, 1979
- Cuapetes Clark, 1919
- Dactylonia Fransen, 2002
- Dasella Lebour, 1945
- Dasycaris Kemp, 1922
- Diapontonia Bruce, 1986
- Echinopericlimenes Marin & Chan, 2014
- Epipontonia Bruce, 1977
- Eupontonia Bruce, 1971
- Exoclimenella Bruce, 1995
- Exopontonia Bruce, 1988
- Fennera Holthuis, 1951
- Gnathophylleptum d'Udekem d'Acoz, 2001
- Gnathophylloides Schmitt, 1933
- Gnathophyllum Latreille, 1819
- Hamiger Borradaile, 1916
- Hamodactyloides Fujino, 1973
- Hamodactylus Holthuis, 1952
- Hamopontonia Bruce, 1970
- Harpiliopsis Borradaile, 1917
- Harpilius Dana, 1852
- Holthuisaeus Anker & De Grave, 2010
- Homelys Meyer, 1862 †
- Hymenocera Latreille, 1819
- Ischnopontonia Bruce, 1966
- Isopontonia Bruce, 1982
- Izucaris Okuno, 1999
- Jocaste Holthuis, 1952
- Kaviengella Šobáňová & Ďuriš, 2018
- Kellnerius Santana, Pinheiro, Da Silva & Saraiva, 2013 †
- Laomenes Clark, 1919
- Leander Desmarest, 1849
- Leandrites Holthuis, 1950
- Leptocarpus Holthuis, 1950
- Leptomenaeus Bruce, 2007
- Leptopalaemon Bruce & Short, 1993
- Levicaris Bruce, 1973
- Lipkebe Chace, 1969
- Lipkemenes Bruce & Okuno, 2010
- Macrobrachium Spence Bate, 1868
- Madangella Frolová & Ďuriš, 2018
- Manipontonia Bruce, Okuno & Li, 2005
- Margitonia Bruce, 2007
- Mesopontonia Bruce, 1967
- Metapontonia Bruce, 1967
- Michaelimenes Okuno, 2017
- Micropsalis Meyer, 1859 †
- Miopontonia Bruce, 1985
- Nematopalaemon Holthuis, 1950
- Neoanchistus Bruce, 1975
- Neoclimenes Mitsuhashi, Li & Chan, 2010
- Neopalaemon Hobbs, 1973
- Neopericlimenes Heard, Spotte & Bubucis, 1993
- Neopontonides Holthuis, 1951
- Nippontonia Bruce & Bauer, 1997
- Notopontonia Bruce, 1991
- Odontonia Fransen, 2002
- Onycocaridella Bruce, 1981
- Onycocaridites Bruce, 1987
- Onycocaris Nobili, 1904
- Onycomenes Bruce, 2009
- Opaepupu Anker & De Grave, 2021
- Orthopontonia Bruce, 1982
- Palaemon Weber, 1795
- Palaemonella Dana, 1852
- Paraclimenaeus Bruce, 1988
- Paraclimenes Bruce, 1995
- Paranchistus Holthuis, 1952
- Parapalaemonetes Brandt & Schulz, 2013 †
- Paratypton Balss, 1914
- Patonia Mitsuhashi & Chan, 2006
- Periclimenaeus Borradaile, 1915
- Periclimenella Bruce, 1995
- Periclimenes O.G. Costa, 1844
- Periclimenoides Bruce, 1990
- Philarius Holthuis, 1952
- Phycomenes Bruce, 2008
- Phyllognathia Borradaile, 1915
- Pinnotherotonia Marin & Paulay, 2010
- Platycaris Holthuis, 1952
- Platypontonia Bruce, 1968
- Plesiomenaeus Bruce, 2009
- Plesiopontonia Bruce, 1985
- Pliopontonia Bruce, 1973
- Pontonia Latreille, 1829
- Pontonides Borradaile, 1917
- Pontoniopsides Bruce, 2005
- Pontoniopsis Borradaile, 1915
- Poripontonia Fransen, 2003
- Propalaemon Woodward, 1903 †
- Propontonia Bruce, 1969
- Pseudocaridinella Martins-Neto & Mezzalira, 1991 †
- Pseudoclimenes Bruce, 2008
- Pseudocoutierea Holthuis, 1951
- Pseudopalaemon Sollaud, 1911
- Pseudopontonia Bruce, 1992
- Pseudopontonides Heard, 1986
- Pseudoveleronia Marin, 2008
- Pycnocaris Bruce, 1972
- Rapimenes Ďuriš & Horká, 2017
- Rapipontonia Marin, 2007
- Rhopalaemon Ashelby & De Grave, 2010
- Rostronia Fransen, 2002
- Sandimenes Li, 2009
- Sandyella Marin, 2009
- Schmelingia Schweigert, 2002 †
- Stegopontonia Nobili, 1906
- Tectopontonia Bruce, 1973
- Tenuipedium Wowor & Ng, 2010
- Thaumastocaris Kemp, 1922
- Troglindicus Sankolli & Shenoy, 1979
- Troglocubanus Holthuis, 1949
- Troglomexicanus Villalobos, Alvarez & Iliffe, 1999
- Tuleariocaris Hipeau-Jacquotte, 1965
- Typton Costa, 1844
- Typtonoides Bruce, 2010
- Typtonomenaeus Marin & Chan, 2013
- Typtonychus Bruce, 1996
- Unesconia Anker, 2020
- Unguicaris Marin & Chan, 2006
- Urocaridella Borradaile, 1915
- Urocaris Stimpson, 1860
- Veleronia Holthuis, 1951
- Veleroniopsis Gore, 1981
- Vir Holthuis, 1952
- Waldola Holthuis, 1951
- Yemenicaris Bruce, 1997
- Yongjicaris Garassino, Yanbin, Schram & Taylor, 2002 †
- Zenopontonia Bruce, 1975
- Zoukaris Anker & Corbari, 2020

Một số chi trước đây được phân loại thuộc họ Gnathophyllidae, nay đã được bỏ ra. Nhóm này có 14 loài trong 5 chi:
- Gnathophylleptum d'Udekem d'Acoz, 2001
- Gnathophylloides Schmitt, 1933
- Gnathophyllum Latreille, 1819
- Levicaris Bruce, 1973
- Pycnocaris Bruce, 1972

## Hình ảnh

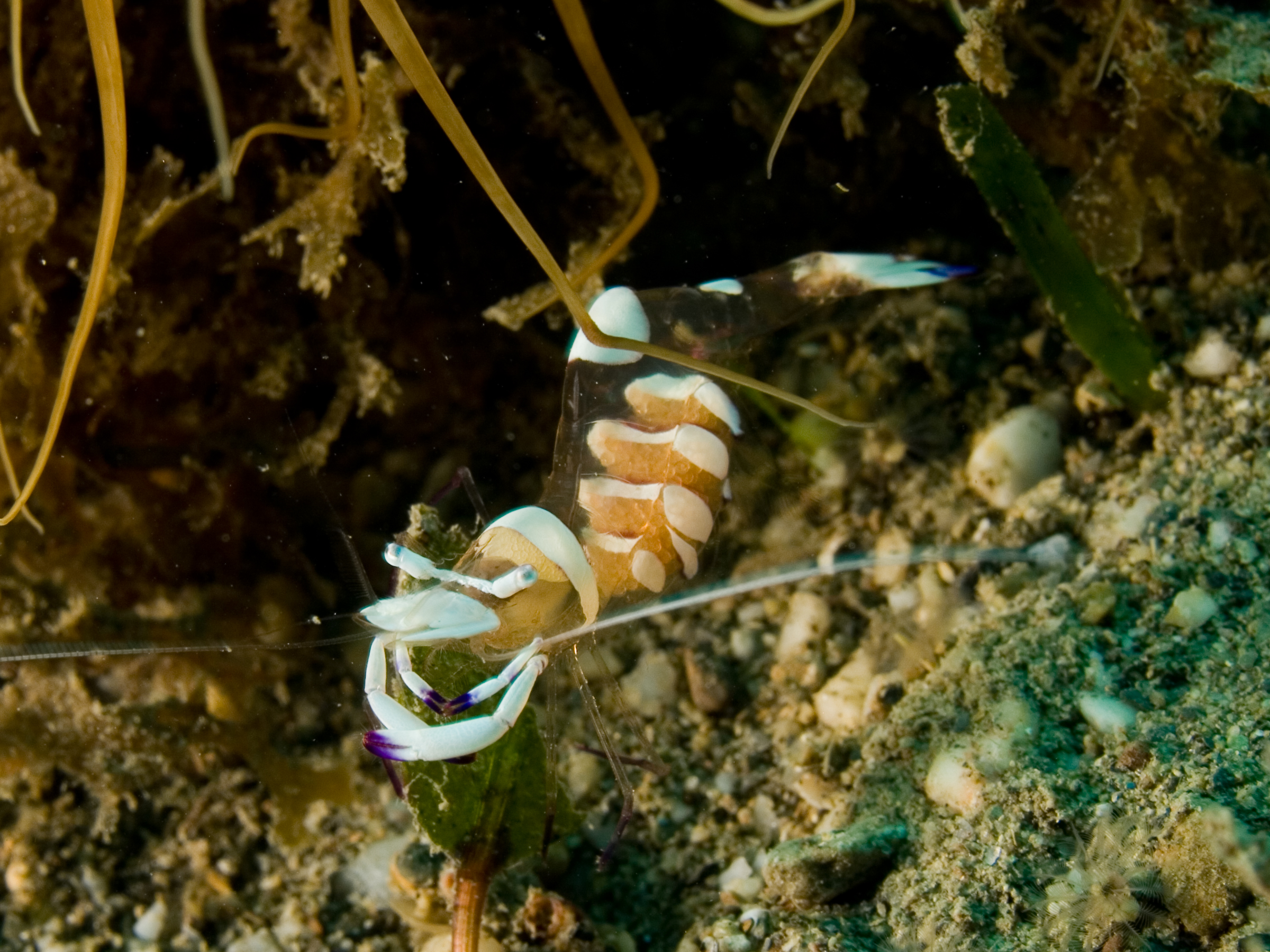
Ancylomenes magnificus
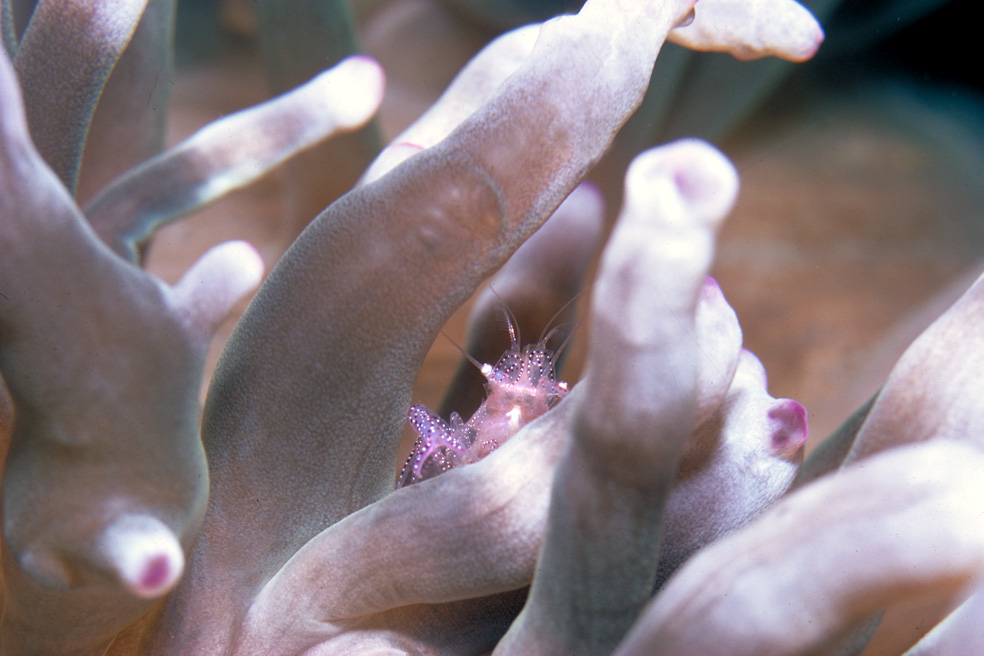
Cuapetes tenuipes
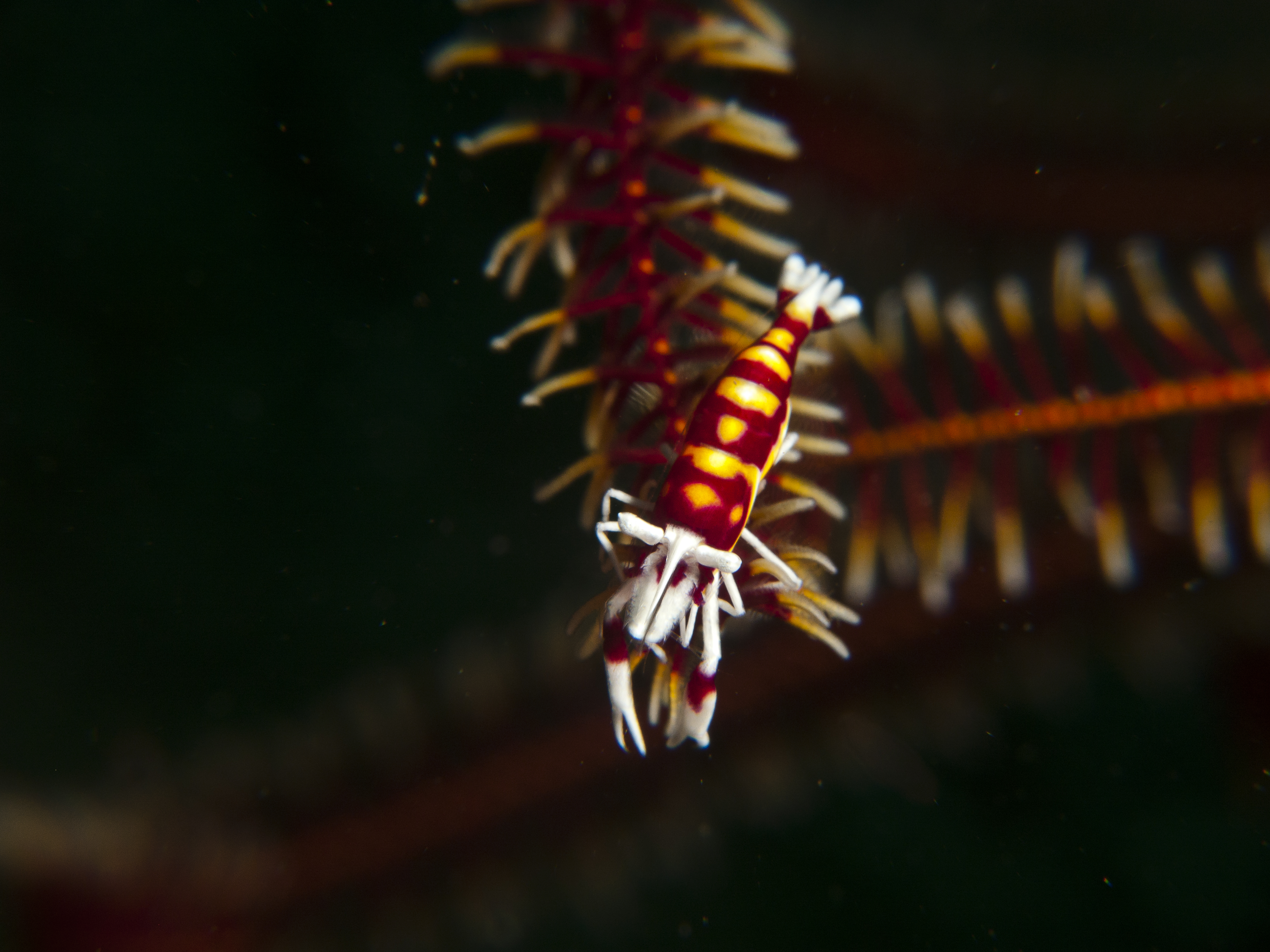
Laomenes cornutus
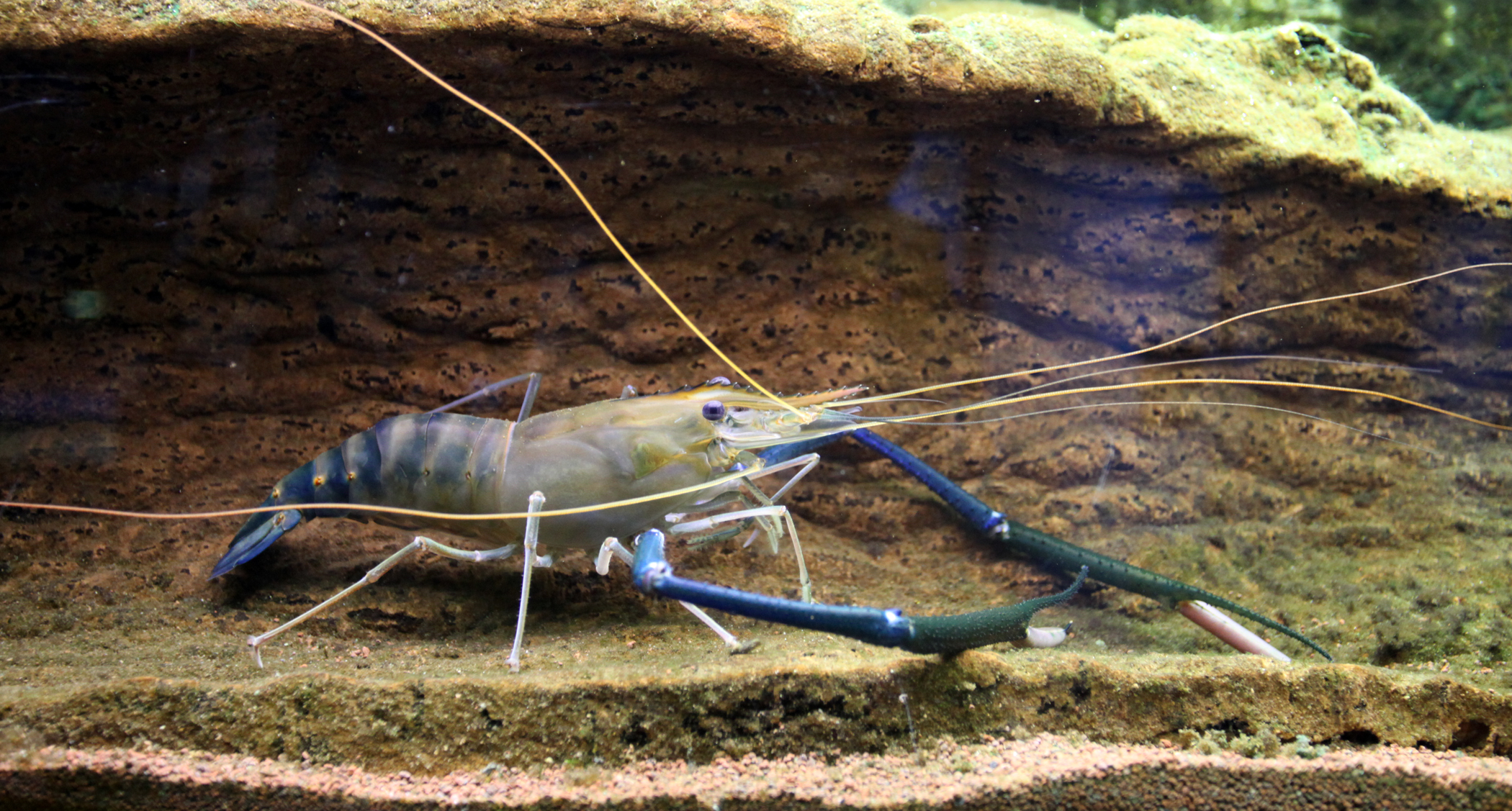
Tôm càng xanh
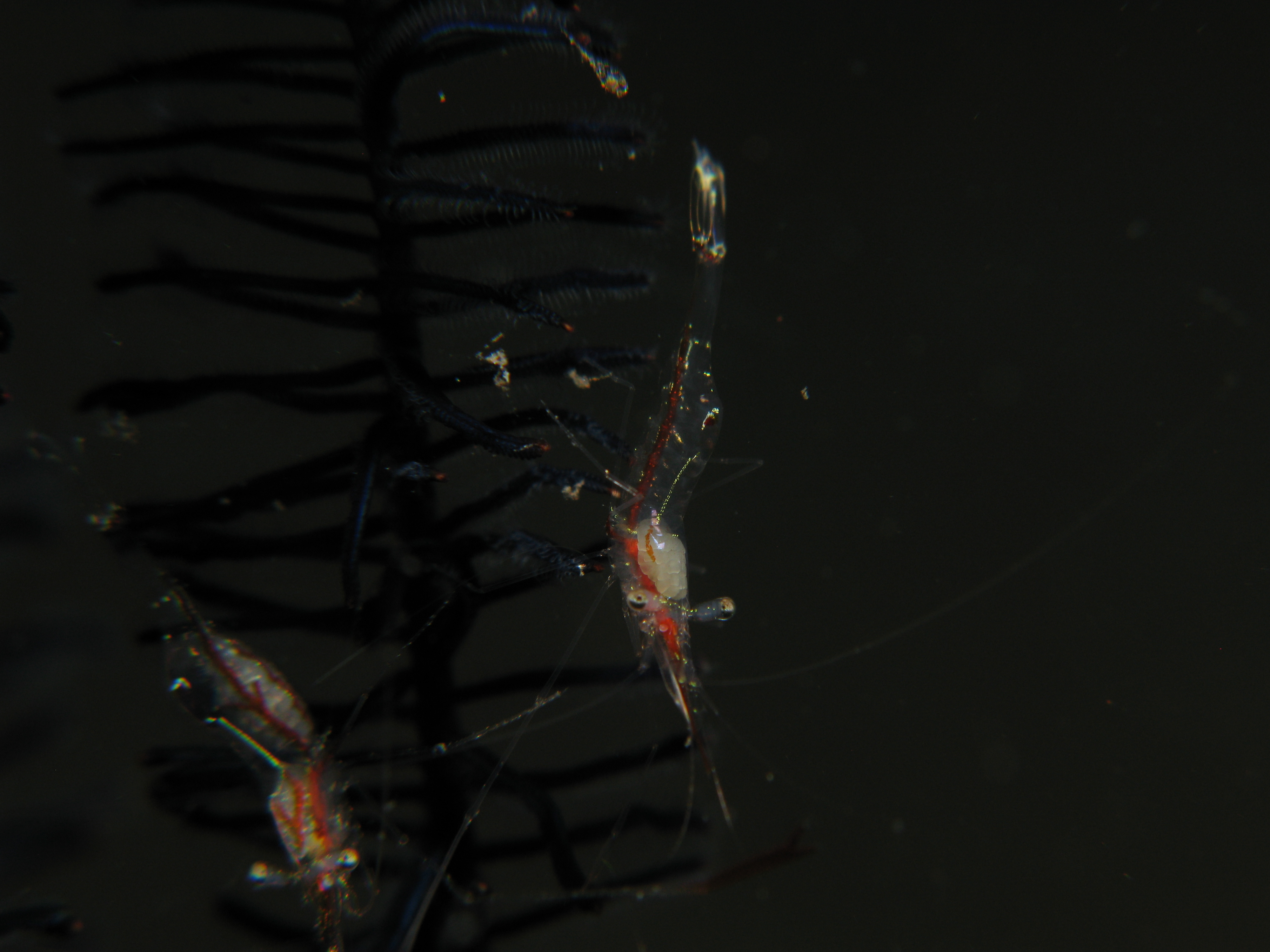
Manipontonia psamathe
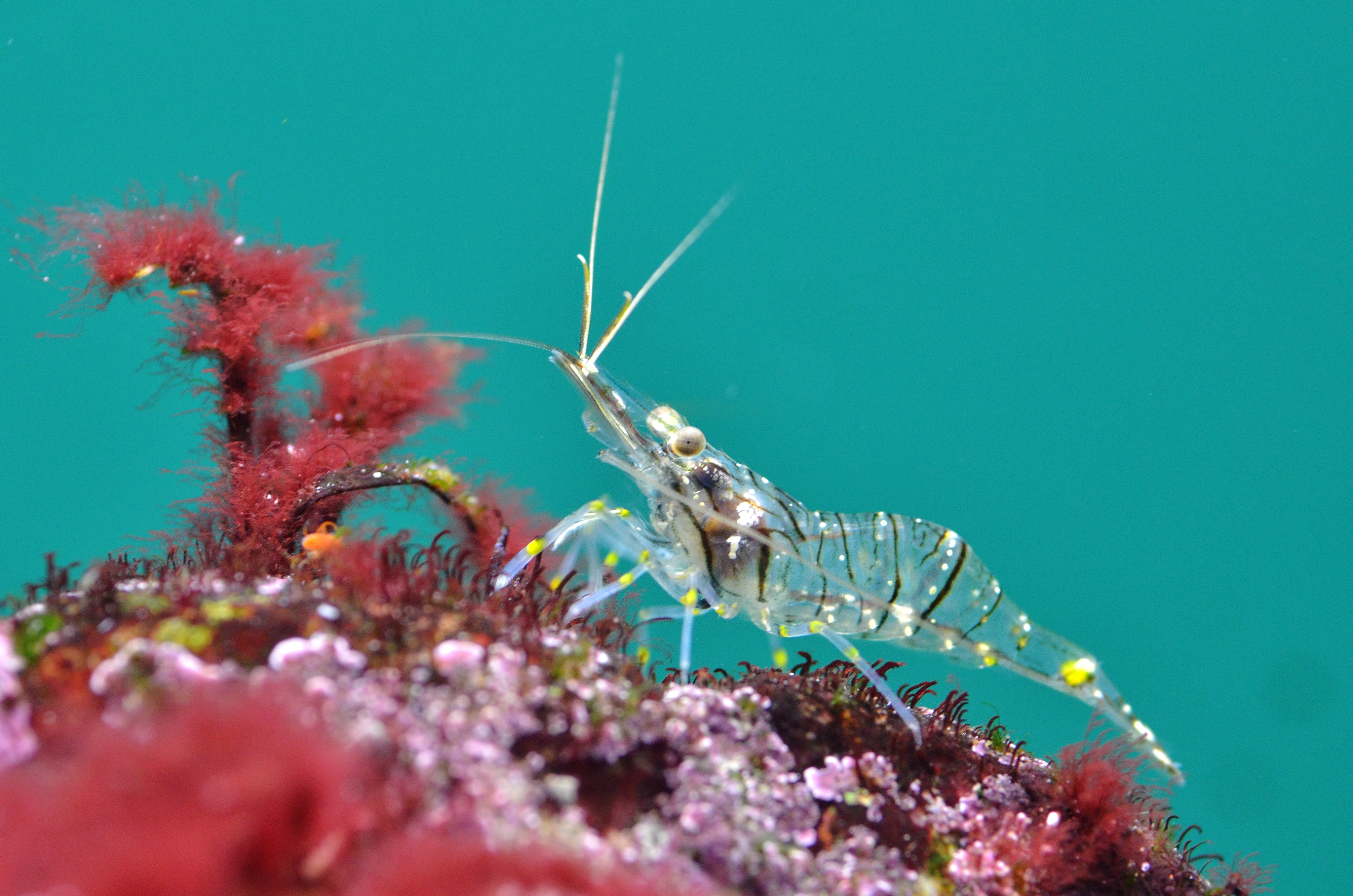
Palaemon serratus
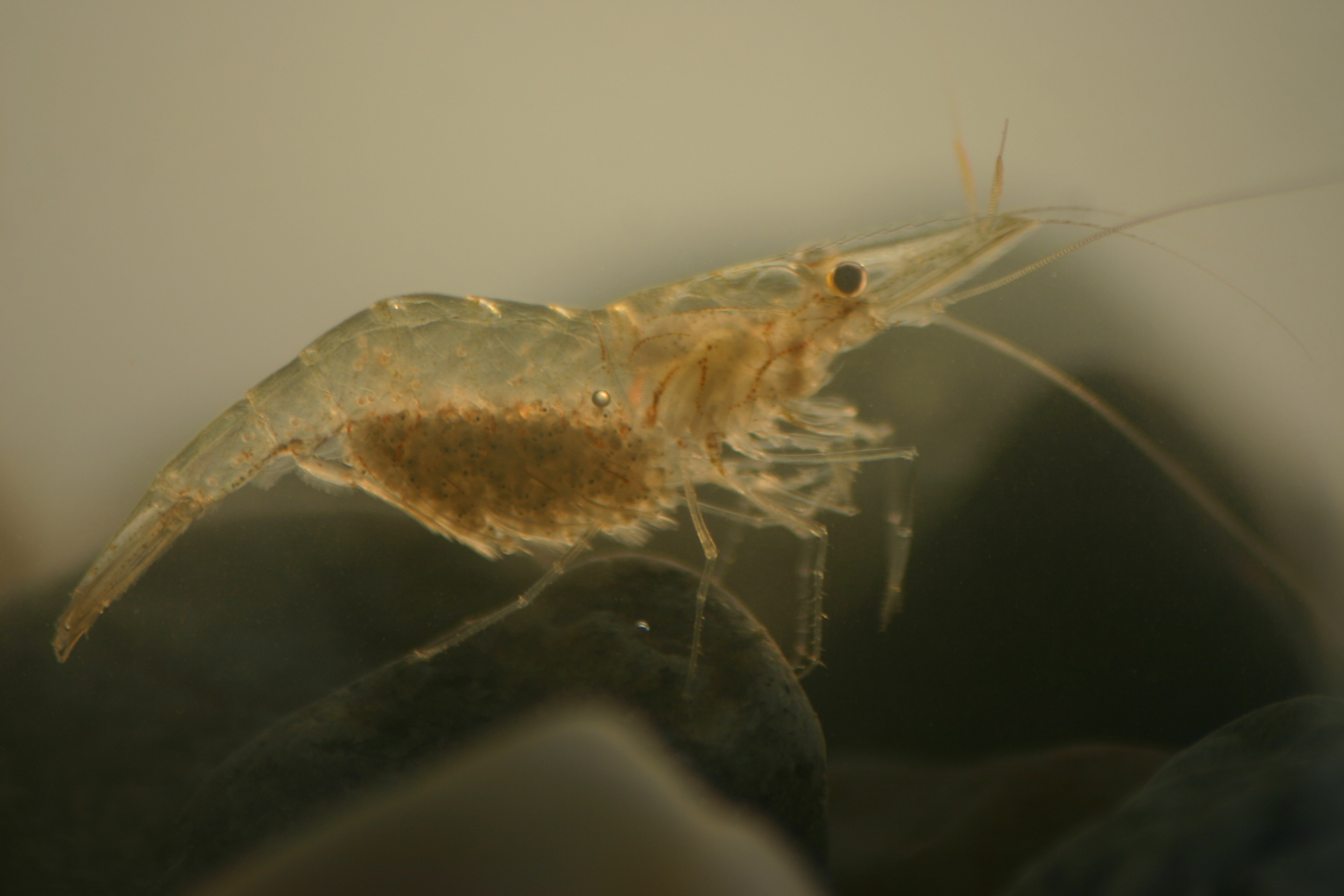
Palaemonetes pugio
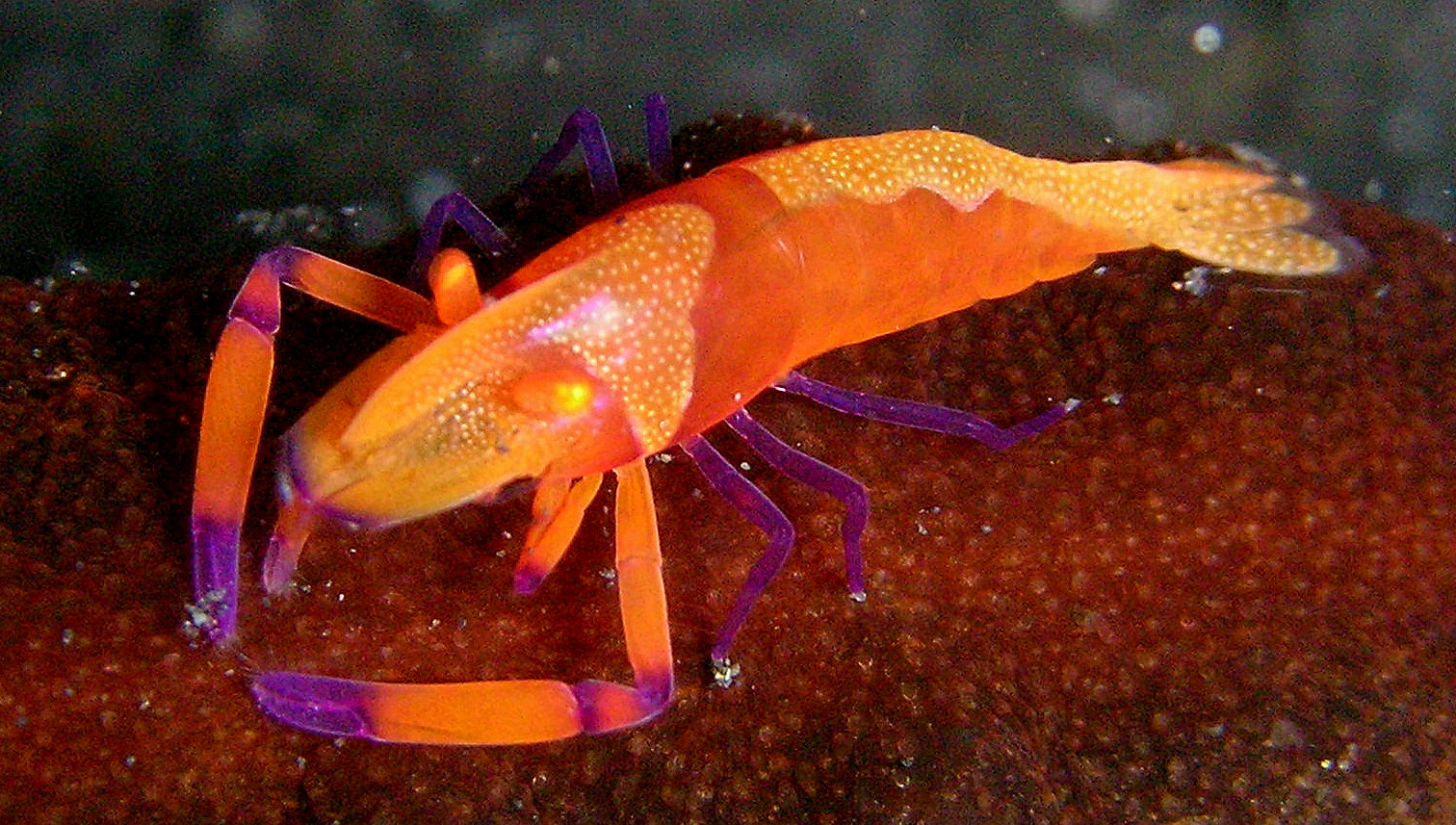
Tôm hoàng đế
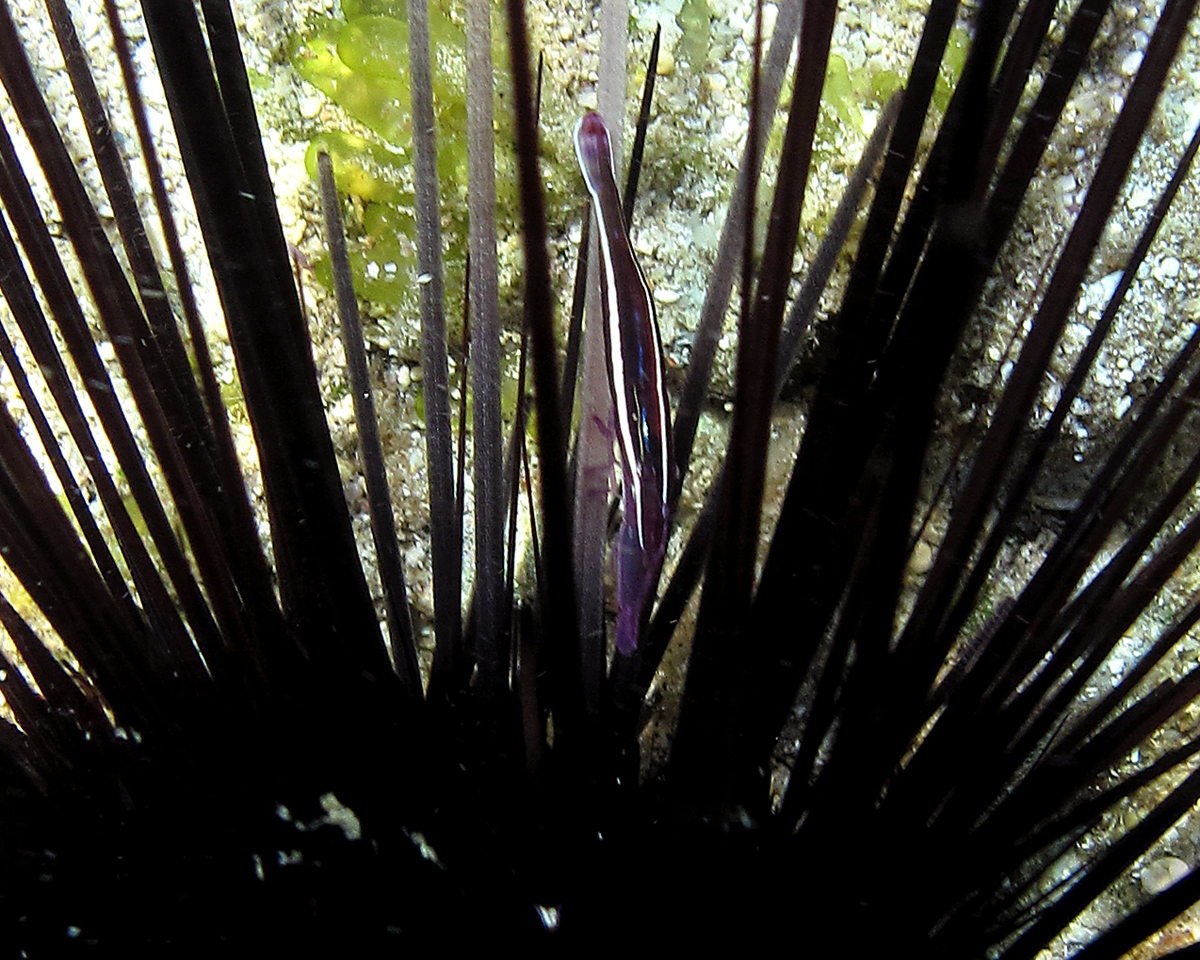
Stegopontonia commensalis
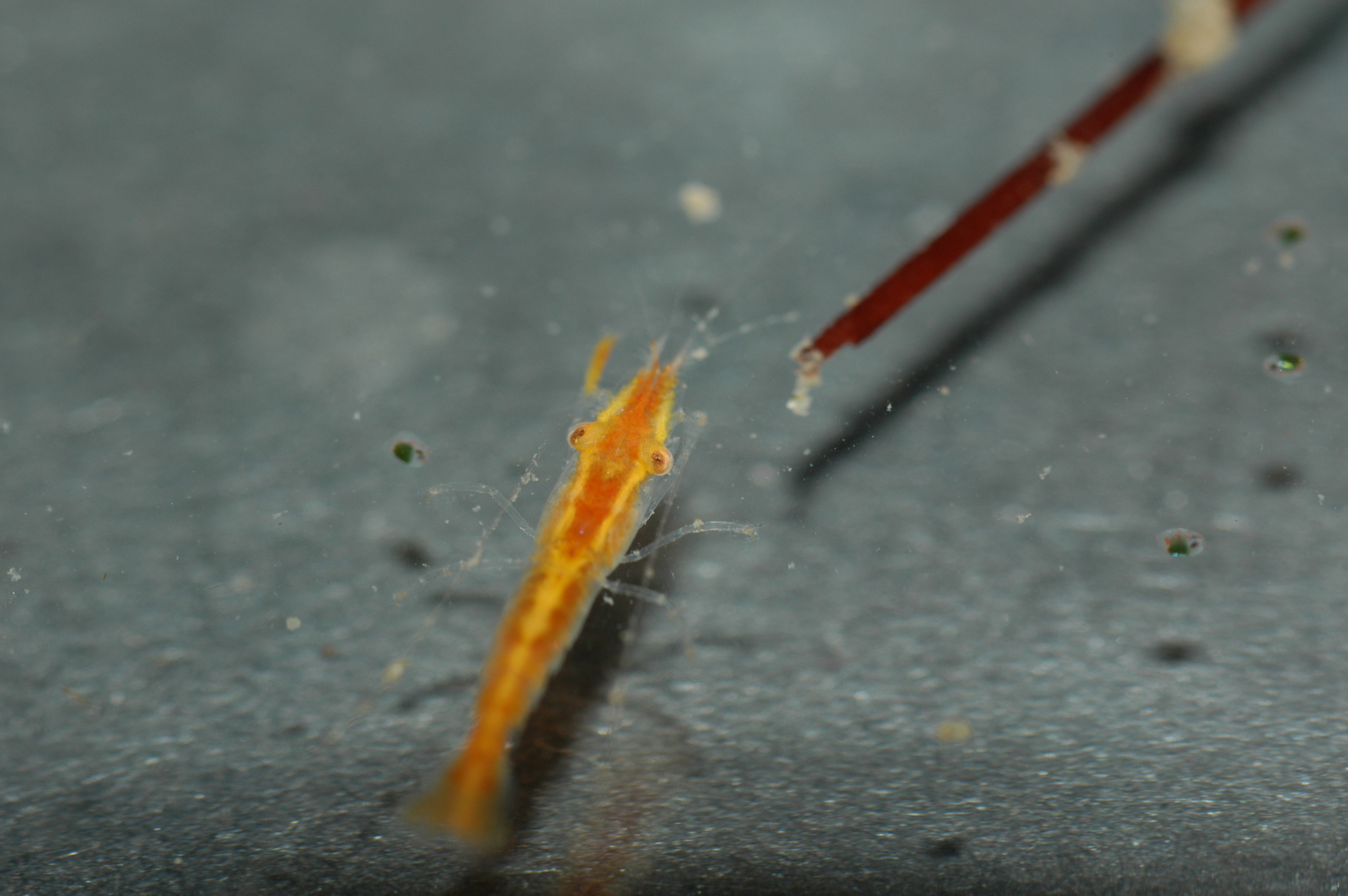
Tuleariocaris neglecta
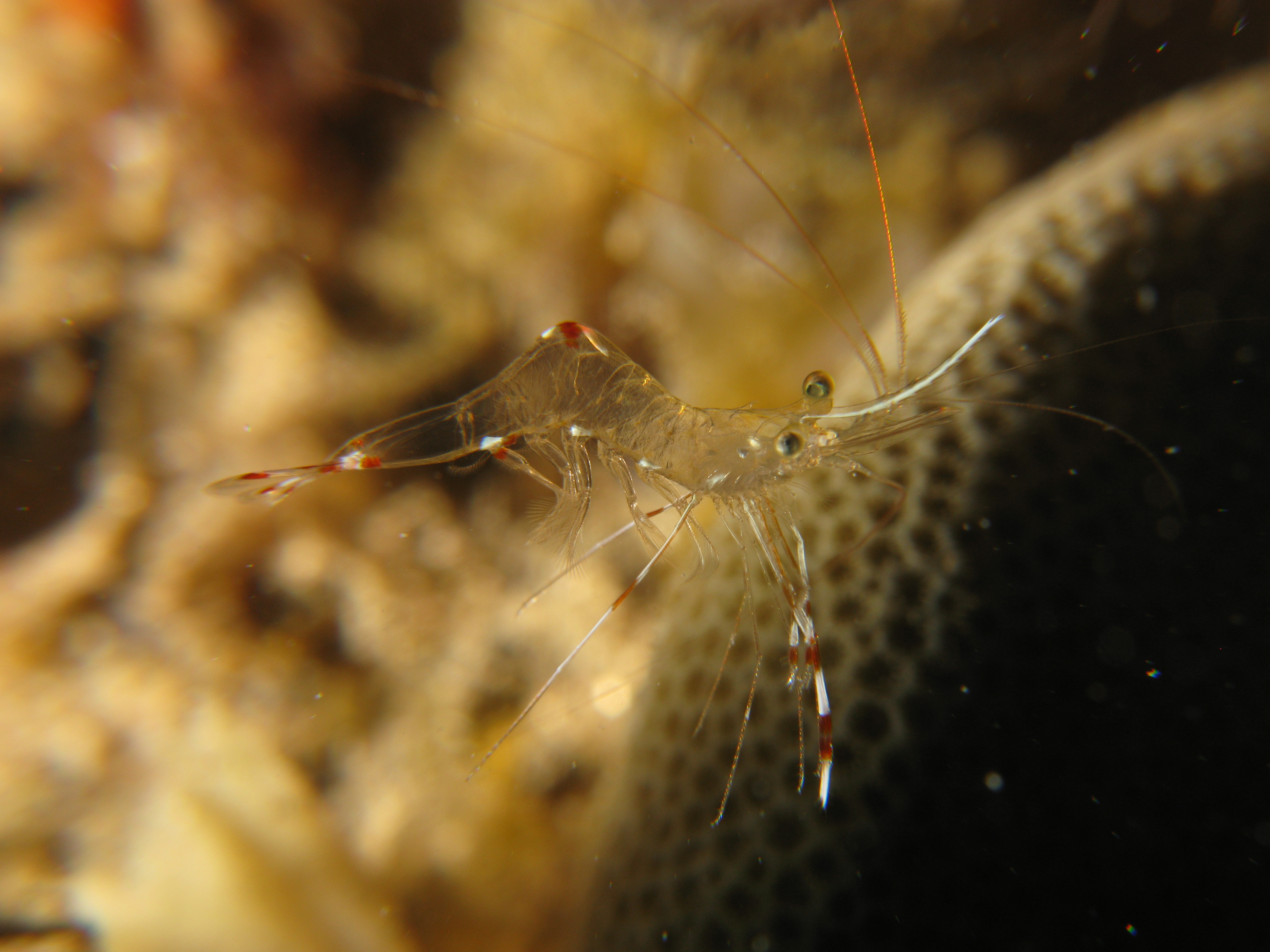
Urocaridella Antonbruunii
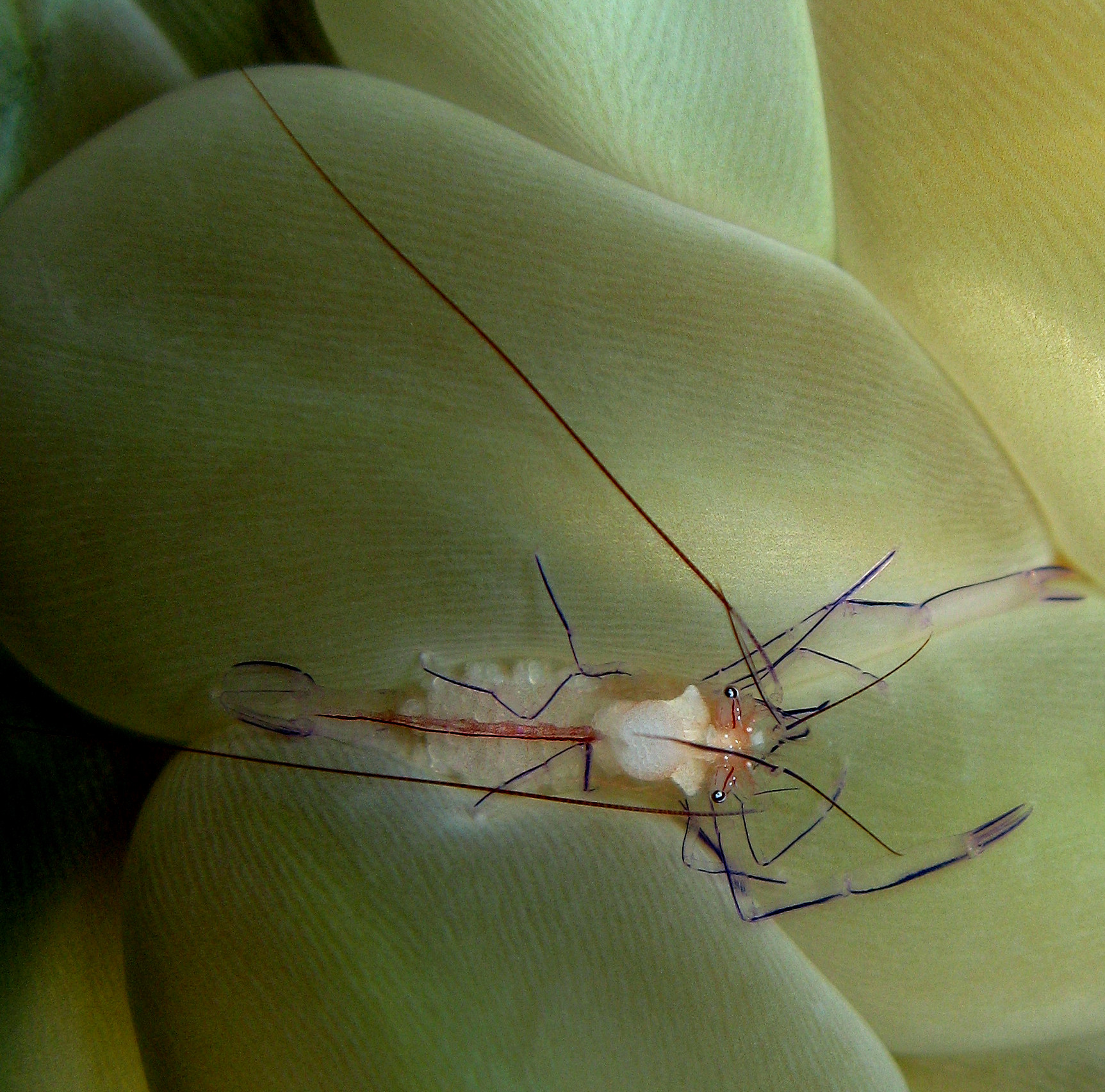
Vir philippinensis